# Нечуйвітер Ігошиної
Нечуйвітер Ігошиної (Hieracium igoschinae) — вид рослин з родини айстрових (Asteraceae), поширений у Європі.

## Опис
Багаторічна рослина висотою 60–80 см. Стебло біля основи фіолетове і розсіяно запушене, вгорі з одиничними залозками. Прикореневих листків 2–3, ланцетних, звужених у черешках, гострих; стеблових листків 4–5. Залозки на листочках обгорток рясні. Рильця темні. 

## Поширення
Поширений у Європі.
В Україні вид зростає в букових та смерекових лісах — у Закарпатті (Свалява).